# العلاقات الدنماركية الكورية الجنوبية
العلاقات الدنماركية الكورية الجنوبية هي العلاقات الثنائية التي تجمع بين الدنمارك وكوريا الجنوبية.

## مقارنة بين البلدين
هذه مقارنة عامة ومرجعية للدولتين:
| وجه المقارنة                                              | الدنمارك                                                     | كوريا الجنوبية                                                          |
| --------------------------------------------------------- | ------------------------------------------------------------ | ----------------------------------------------------------------------- |
| المساحة (كم2)                                             | 42.92 ألف                                                    | 100.30 ألف                                                              |
| عدد السكان (نسمة)                                         | 5.79 مليون                                                   | 51.47 مليون                                                             |
| الكثافة السكانية (ن./كم²)                                 | 134.9                                                        | 513.16                                                                  |
| العاصمة                                                   | كوبنهاغن                                                     | سول                                                                     |
| اللغة الرسمية                                             | اللغة الدنماركية                                             | اللغة الكورية                                                           |
| العملة                                                    | كرونة دنماركية                                               | وون كوري جنوبي                                                          |
| الناتج المحلي الإجمالي (بليون دولار)                      | 324.87 مليار                                                 | 1.53 تريليون                                                            |
| الناتج المحلي الإجمالي (تعادل القوة الشرائية) بليون دولار | 278.61 مليار                                                 | 1.75 تريليون                                                            |
| الناتج المحلي الإجمالي الاسمي للفرد دولار أمريكي          | 51.99 ألف                                                    | 27.22 ألف                                                               |
| الناتج المحلي الإجمالي للفرد دولار أمريكي                 | 45.54 ألف                                                    |                                                                         |
| مؤشر التنمية البشرية                                      | 0.900                                                        | 0.901                                                                   |
| رمز المكالمات الدولي                                      | +45                                                          | +82                                                                     |
| رمز الإنترنت                                              | .dk                                                          | .kr                                                                     |
| المنطقة الزمنية                                           | توقيت وسط أوروبا، ت ع م+02:00، ت ع م+01:00، أوروبا/كوبنهاجن ‏ | توقيت كوريا الجنوبية، ت ع م+09:00، آسيا/سيول ‏، ت ع م+08:00، ت ع م+08:30 |

## مدن متوأمة
في ما يلي قائمة باتفاقيات التوأمة بين مدن دنماركية وكورية جنوبية:
- ترتبط أودنسه مع إكسان باتفاقية توأمة منذ 22 أبريل 1989.[15][15][15][15]

## منظمات دولية مشتركة
يشترك البلدان في عضوية مجموعة من المنظمات الدولية، منها:
| علم المنظمة | اسم المنظمة                               | تاريخ انضمام الدنمارك | تاريخ انضمام كوريا الجنوبية |
| ----------- | ----------------------------------------- | --------------------- | --------------------------- |
|             | مؤسسة التمويل الدولية                     | 20 يوليو 1956         | 16 مارس 1964                |
|             | مجموعة أستراليا                           | 1985                  | 1996                        |
|             | يونسكو                                    | 4 نوفمبر 1946         | 14 يونيو 1950               |
|             | مجموعة الموردين النوويين                  | ?                     | ?                           |
|             | مؤسسة التنمية الدولية                     | 30 نوفمبر 1960        | 18 مايو 1961                |
|             | منظمة التعاون الاقتصادي والتنمية          | ?                     | 12 ديسمبر 1996              |
|             | المركز الدولي لتسوية المنازعات الاستشارية | 24 مايو 1968          | 23 مارس 1967                |
|             | وكالة ضمان الاستثمار متعدد الأطراف        | 12 أبريل 1988         | 12 أبريل 1988               |
|             | منظمة حظر الأسلحة الكيميائية              | ?                     | ?                           |
|             | البنك الإفريقي للتنمية                    | ?                     | ?                           |
|             | الأمم المتحدة                             | 24 أكتوبر 1945        | 17 سبتمبر 1991              |
|             | منظمة الشرطة الجنائية الدولية             | ?                     | ?                           |
|             | البنك الدولي للإنشاء والتعمير             | 30 نوفمبر 1960        | 26 أغسطس 1955               |
|             | الاتحاد البريدي العالمي                   | ?                     | ?                           |
|             | منظمة التجارة العالمية                    | 1995                  | ?                           |
|             | الفريق المعني برصد الأرض                  | ?                     | ?                           |
|             | بنك التنمية الآسيوي                       | 1966                  | 1966                        |
|             | نظام تحكم تكنولوجيا القذائف               | 1990                  | 2001                        |

## وصلات خارجية
- موقع وزارة الخارجية الدنماركية
- موقع وزارة الخارجية الكورية الجنوبية